# Custom House Tower
La Custom House Tower és un gratacel d'estil  neoclàssic de 151 metres d'alçada i 32 pisos construït a Boston el 1915 i dissenyat per la firma TRO Jung Brannen. Va ser l'edifici més alt de Boston fins a 1964. La torre ha estat transformada en un hotel de 80 cambres per la societat  Marriott. Al nivell 26è s'hi troba un pis d'observació i a la part superior de la torre hi ha un rellotge monumental.